# Saison 1 de Brooklyn Nine-Nine
Chronologie
Saison 2
Cet article présente les épisodes de la première saison de la série télévisée américaine Brooklyn Nine-Nine.

## Généralités
- Le 10 mai 2013, la série a été officiellement commandée par le réseau FOX[1].
- Le 18 octobre 2013, Fox a commandé neuf épisodes supplémentaires pour une saison complète, portant la saison à 22 épisodes[2].
- Au Canada, la série a été diffusée en simultané sur le réseau Citytv.

## Synopsis
L'histoire du Lieutenant Jake Peralta au sein du poste de police de la 99ème, avec ses collègues aussi différents que déjantés, son nouveau capitaine venu pour changer les choses et surtout ... changer les innombrables bêtises de Jake.

## Distribution

### Acteurs principaux
- Andy Samberg (VF : Emmanuel Garijo) : le lieutenant Jake Peralta
- Andre Braugher (VF : Thierry Desroses) : Capitaine Ray Holt
- Terry Crews (VF : Gilles Morvan) : le lieutenant-chef Terry Jeffords
- Melissa Fumero (VF : Hélène Bizot) : le lieutenant Amy Santiago
- Joe Lo Truglio (VF : Marc Perez) : le lieutenant Charles Boyle
- Stephanie Beatriz (VF : Ingrid Donnadieu) : le lieutenant Rosa Diaz
- Chelsea Peretti (VF : Patricia Piazza) : Gina Linetti

### Acteurs récurrents
- Dirk Blocker (VF : Jean-François Aupied) : le lieutenant Michael Hitchcock
- Joel McKinnon Miller (VF : Thierry Murzeau) : le lieutenant Norman Scully
- Fred Armisen : Melipnos[3] (épisodes 1 et 15)
- Dean Winters (VF : Jean-Louis Faure) : le lieutenant Warren Pembroke / « Le Vautour »[4] (épisodes 5 et 15)
- Andy Richter : le portier[5] (épisode 5)
- Patton Oswalt (VF : Jérôme Wiggins) : Fire Marshal Boone[6] (épisodes 9 et 16)
- Craig Robinson (VF : Pascal Vilmen) : Doug Judy[7] (épisode 12)
- Joe Theismann : lui-même[3] (épisode 15)
- Marilu Henner (VF : Martine Irzenski) : Vivian Ludley (épisodes 16 à 22)
- Marc Evan Jackson (VF : Renaud Marx) : Kevin Cozner, mari du capitaine Holt[8] (épisode 16)
- Kyle Bornheimer (VF : Jérôme Pauwels) : Teddy Wells[9] (épisodes 19 et 21)

### Invités
- Rob Kerkovich (VF : Gaël Zaks) : Bunder (épisode 1)
- Mary Elizabeth Ellis (VF : Flora Kaprielian) : Dr Rossi (épisode 4)
- Paul Mabon (VF : Serge Faliu) : l'officier Lou (épisode 7)
- Jerry Minor (en) (VF : Serge Faliu) : Jerry Grundhaven (épisode 8)
- Allen Evangelista (de) (VF : Adrien Solis) : Savant (épisode 9)
- Jamie Denbo (en) (VF : Brigitte Aubry) : Hillary (épisode 11)
- Eddie Pepitone (en) (VF : Michel Voletti) : Leo Sporm (épisode 14)
- Adam Sandler (VF : Serge Faliu) : lui-même (épisode 15)
- Harvey J. Alperin (VF : Michel Voletti) : Joseph (épisode 16)
- Nate Torrence (VF : Fabrice Trojani) : Super Dan (épisode 17)
- Matt Walsh (VF : Michel Voletti) : l'inspecteur Lohank (épisode 18)

## Épisodes

### Épisode 1:Le Nouveau Capitaine
- États-Unis /  Canada : 17 septembre 2013 sur FOX[10] / Citytv
- France :
  - 25 avril 2014 sur Canal+ Séries
  - 12 juin 2015 sur France 4[11]
- Suisse : 15 février 2015 sur RTS Un[12]

- États-Unis : 6,17 millions de téléspectateurs[13] (première diffusion)

Jake Peralta et Amy Santiago mènent l'enquête sur des vols de matériaux technologiques dans un magasin. Grâce à une caméra de surveillance placée dans un ours en peluche, ils identifient les voleurs et les appréhendent. À la brigade de police du 99e, dans le quartier de Brooklyn à New York, l'équipe accueille un nouveau capitaine : Ray Holt, qui arrive en provenance des affaires publiques. Gina Linetti, la secrétaire du groupe, découvre qu'il est homosexuel et Terry Jeffords, le chef-adjoint, le débriefe sur son équipe de travail. Après cela, Jake, Amy, Charles Boyle et Rosa Diaz enquêtent sur le meurtre d'Henry Morgenthau, un homme riche. 

### Épisode 2:Le Tagueur
- États-Unis /  Canada : 24 septembre 2013 sur FOX / Citytv
- France :
  - 25 avril 2014 sur Canal+ Séries
  - 12 juin 2015 sur France 4
- Suisse : 22 février 2015 sur RTS Un

- États-Unis : 4,03 millions de téléspectateurs[14] (première diffusion)

- Michael Grant (Trevor)
- James M. Connor (Deputy Commissioner Podolski)
- Artemis Pebdani (Carlene)

### Épisode 3:Ça rame, ça rame
- États-Unis /  Canada : 1er octobre 2013 sur FOX / Citytv
- France :
  - 25 avril 2014 sur Canal+ Séries
  - 12 juin 2015 sur France 4
- Suisse : 1er mars 2015 sur RTS Un

- États-Unis : 3,43 millions de téléspectateurs[15] (première diffusion)

### Épisode 4:Premier en second
- États-Unis /  Canada : 8 octobre 2013 sur FOX / Citytv
- France :
  - 2 mai 2014 sur Canal+ Séries
  - 12 juin 2015 sur France 4
- Suisse : 8 mars 2015 sur RTS Un

- États-Unis : 3,34 millions de téléspectateurs[16] (première diffusion)

- Dirk Blocker (Det. Hitchcock)
- Joel McKinnon Miller (Det. Scully)
- Mary Elizabeth Ellis (Dr Rossi)

### Épisode 5:Le Vautour
- États-Unis /  Canada : 15 octobre 2013 sur FOX / Citytv
- France :
  - 2 mai 2014 sur Canal+ Séries
  - 12 juin 2015 sur France 4
- Suisse : 15 mars 2015 sur RTS Un

- États-Unis : 3,43 millions de téléspectateurs[17] (première diffusion)

- Dean Winters (Lieutenant Warren Pembrock)

### Épisode 6:Halloween
- États-Unis /  Canada : 22 octobre 2013 sur FOX / Citytv
- France :
  - 2 mai 2014 sur Canal+ Séries
  - 19 juin 2015 sur France 4
- Suisse : 22 mars 2015 sur RTS Un

- États-Unis : 3,77 millions de téléspectateurs[18] (première diffusion)

- Dirk Blocker (Det. Hitchcock)
- Joel McKinnon Miller (Det. Scully)
- Jimmy Smagula (John Perpton)
- John Ross Bowie (Sister Steve)
- Oliver Carter (Charles jeune)
- Christina Brown (Sexy Robot)

### Épisode 7:48 heures
- États-Unis /  Canada : 5 novembre 2013 sur FOX / Citytv
- France :
  - 9 mai 2014 sur Canal+ Séries
  - 19 juin 2015 sur France 4
- Suisse : 29 mars 2015 sur RTS Un

- États-Unis : 3,84 millions de téléspectateurs[19] (première diffusion)

- Kid Cudi (Dustin Whitman)

### Épisode 8:Flics à l'ancienne
- États-Unis /  Canada : 12 novembre 2013 sur FOX / Citytv
- France :
  - 9 mai 2014 sur Canal+ Séries
  - 19 juin 2015 sur France 4
- Suisse : 5 avril 2015 sur RTS Un

- États-Unis : 3,26 millions de téléspectateurs[20] (première diffusion)

- Stacy Keach (Jimmy Brogan)
- Miles Play (Jake enfant)
- K.Y. Thangavelu (Mrs. Stratton)
- Jerry Minor (Jeremy Grunhaven)
- Joyce Guy (Juge)
- Anthony Fernandez (Perp)
- Doug Morency (Sergent)
- Destiny Fernandez (un enfant)

### Épisode 9:Sal's Pizza
- États-Unis /  Canada : 19 novembre 2013 sur FOX / Citytv
- France : 9 mai 2014 sur Canal+ Séries
- Suisse : 12 avril 2015 sur RTS Un

- États-Unis : 3,36 millions de téléspectateurs[21] (première diffusion)

- Patton Oswalt (Fire Marshal Boone)
- Joey "Coco" Diaz (Sal)
- Andrew Friedman (Lawyer)
- Tim Trobec (Kevin)
- Wayne Temple (Scott)
- Christian Ford (Lance Legweak)
- Allen Evangelista (Savant AKA Corey Park)
- Bruno Amato (Mario)
- Vince Cefalu (Antonio)
- Patrick Robert Smith (Gino)
- Andy Forrest (Sergent Elmore Crawley)
- Timothy Horner (Simon)
- Landall Goolsby (Thomas)
- Mary Stein (Melanie)
- Miles Platt (Young Jake)

### Épisode 10:Thanksgiving
- États-Unis /  Canada : 26 novembre 2013 sur FOX / Citytv
- France :
  - 16 mai 2014 sur Canal+ Séries
  - 26 juin 2015 sur France 4
- Suisse : 19 avril 2015 sur RTS Un

- États-Unis : 3,69 millions de téléspectateurs[22] (première diffusion)

- Dirk Blocker (Det. Hitchcock)
- Joel McKinnon Miller (Det. Scully)
- Michael Marc Friedman (Donnie)
- Frank Cappello (Louie)

### Épisode 11:Le Garde du corps
- États-Unis /  Canada : 3 décembre 2013 sur FOX / Citytv
- France :
  - 16 mai 2014 sur Canal+ Séries
  - 26 juin 2015 sur France 4
- Suisse : 26 avril 2015 sur RTS Un

- États-Unis : 3,66 millions de téléspectateurs[23] (première diffusion)

- Dirk Blocker (Detective Hitchcock)
- Joel McKinnon Miller (Detective Scully)
- Ric Sarabia (Little Santa)
- Will McLaughlin (Big Santa)
- Mark Berry (Department Chief Gerber)
- Jamie Denbo (Doctor Hillary Bergner)
- Kirk Bovill (Collin Haimes)
- Brendan Norman (Young Collin Haimes)

### Épisode 12:Le Voleur de Pontiac
- États-Unis /  Canada : 7 janvier 2014 sur FOX[24] / Citytv
- France :
  - 16 mai 2014 sur Canal+ Séries
  - 26 juin 2015 sur France 4
- Suisse : 3 mai 2015 sur RTS Un

- États-Unis : 3,44 millions de téléspectateurs[25] (première diffusion)

- Dirk Blocker (Detective Hitchcock)
- Joel McKinnon Miller (Detective Scully)
- Craig Robinson (Doug Judy)
- Armelia McQueen (Diane)

### Épisode 13:Le Pari
- États-Unis /  Canada : 14 janvier 2014 sur FOX / Citytv
- France :
  - 23 mai 2014 sur Canal+ Séries
  - 26 juin 2015 sur France 4
- Suisse : 10 mai 2015 sur RTS Un

- États-Unis : 3,53 millions de téléspectateurs[26] (première diffusion)

- Dirk Blocker (Detective Hitchcock)
- Joel McKinnon Miller (Detective Scully)
- Mark Berry (Dep. Chief Gerber)
- Merrin Dungey (Sharon)

### Épisode 14:Le Faucon d'ébène
- États-Unis /  Canada : 21 janvier 2014 sur FOX / Citytv
- France :
  - 23 mai 2014 sur Canal+ Séries
  - 10 juillet 2015 sur France 4
- Suisse : 17 mai 2015 sur RTS Un

- États-Unis : 4,55 millions de téléspectateurs[27] (première diffusion)

- Dirk Blocker (Détective Michael Hitchcock)
- Joel McKinnon Miller (Détective Norm Scully)
- Matthew Willig (Brandon Jacoby)
- Eddie Pepitone (Léo Sporm)
- Andrey Ivchenko (Vladimir)
- Ron Gilbert (Spencer)

### Épisode 15:Opération: Plume brisée
- États-Unis /  Canada : 2 février 2014 sur FOX / Citytv
- France :
  - 23 mai 2014 sur Canal+ Séries
  - 10 juillet 2015 sur France 4
- Suisse : 24 mai 2015 sur RTS Un

- États-Unis : 15,07 millions de téléspectateurs[28] (première diffusion)

- Dirk Blocker (Detective Hitchcock)
- Joel McKinnon Miller (Detective Scully)
- Fred Armisen (Melipnos)
- Adam Sandler (lui-même)
- Joe Thiesmann (lui-même)
- Dean Winters (The Vulture)

### Épisode 16:La Fête d'anniversaire
- États-Unis /  Canada : 4 février 2014 sur FOX / Citytv
- France :
  - 30 mai 2014 sur Canal+ Séries
  - 10 juillet 2015 sur France 4
- Suisse : 31 mai 2015 sur RTS Un

- États-Unis : 3,22 millions de téléspectateurs[29] (première diffusion)

- Dirk Blocker (Det. Hitchcock)
- Joel McKinnon Miller (Det. Scully)
- Patton Oswalt (Fire Marshall Boone)
- Marc Evan Jackson (Kevin)
- Marilu Henner (Vivian)
- Jim Hoffmaster (Lawrence)
- Grace Rowe (Nancy)
- Peter Spruyt (Gerard)
- Harvey J. Alperin (Joseph)

### Épisode 17:En mode sur-Boyle
- États-Unis /  Canada : 11 février 2014 sur FOX / Citytv
- France :
  - 30 mai 2014 sur Canal+ Séries
  - 10 juillet 2015 sur France 4
- Suisse : 7 juin 2015 sur RTS Un

- États-Unis : 2,88 millions de téléspectateurs[30] (première diffusion)

- Dirk Blocker (Détective Michael Hitchcock)
- Joel McKinnon Miller (Détective Norman Scully)
- Marilu Henner (Vivian)
- Nate Torrence (Super Dan)
- Marque Richardson (Brian Jensen)
- Amanda Lund (Bernice)

### Épisode 18:L'Appart
- États-Unis /  Canada : 25 février 2014 sur FOX / Citytv
- France :
  - 30 mai 2014 sur Canal+ Séries
  - 10 juillet 2015 sur France 4
- Suisse : 14 juin 2015 sur RTS Un

- États-Unis : 2,66 millions de téléspectateurs[31] (première diffusion)

- Dirk Blocker (Detective Hitchcock)
- Joel McKinnon Miller (Detective Scully)
- Matt Walsh (Detective Lohank)
- Brian Huskey (Mr. Henders)

### Épisode 19:Le Centre d'entraînement
- États-Unis /  Canada : 4 mars 2014 sur FOX / Citytv
- France :
  - 6 juin 2014 sur Canal+ Séries
  - 17 juillet 2015 sur France 4
- Suisse : 21 juin 2015 sur RTS Un

- États-Unis : 2,61 millions de téléspectateurs[32] (première diffusion)

- Dirk Blocker (Det. Hitchcock)
- Joel McKinnon Miller (Det. Scully)
- Marilu Henner (Vivian)
- Kyle Bornheimer (Teddy)

### Épisode 20:Le Marié sophistiqué
- États-Unis /  Canada : 11 mars 2014 sur FOX / Citytv
- France :
  - 6 juin 2014 sur Canal+ Séries
  - 17 juillet 2015 sur France 4
- Suisse : 28 juin 2015 sur RTS Un

- États-Unis : 2,49 millions de téléspectateurs[33] (première diffusion)

- Dirk Blocker (Det. Hitchcock)
- Joel McKinnon Miller (Det. Scully)
- Marilu Henner (Vivian)
- Kevin Bigley (Officier Deetmore)

### Épisode 21:L'Insoluble
- États-Unis /  Canada : 18 mars 2014 sur FOX / Citytv
- France :
  - 6 juin 2014 sur Canal+ Séries
  - 17 juillet 2015 sur France 4
- Suisse : 5 juillet 2015 sur RTS Un

- États-Unis : 2,50 millions de téléspectateurs[34] (première diffusion)

- Dirk Blocker (Det. Michael Hitchcock)
- Joel McKinnon Miller (Det. Norm Scully)
- Kyle Bornheimer (Teddy Wells)
- Jack Nathan Harding (Frank Williams)
- Heather Olt (Sophia Bunsen)
- Dan Donohue (Dr Martin Cozner)
- Ingo Neuhaus (Alfonso (Guard))
- Peter Hulne (Nate Dexter)
- William Watterson (Sinister Convict)
- Tim Perez (Tattooed Con)
- Spencer Marcus (Muscular Con)
- Richard Lee Burch (Old Mobster)
- Robert Michael Lee (Abel)

Jake Peralta hérite d'un congé sabbatique pour le week-end, après avoir résolu 23 affaires durant tout le mois. Mais au lieu de profiter du repos qui lui est accordé, il décide d'enquêter, avec l'aide de Terry Jeffords, sur l'affaire 52ABX-32QJ datée de 8 ans, à savoir le meurtre de Nate Dexter, qualifiée d'«insoluble». Pendant ce temps, Amy Santiago avait oublié qu'elle devait aider le capitaine Holt à l'assister sur une présentation audiovisuelle des statistiques aux personnes défavorisées, alors qu'elle a loué un chalet dans les Monts Berkshire avec son compagnon, Teddy Wells. La lieutenante décide de mentir à son supérieur en prétextant une urgence dentaire, sur conseil de Gina. Cette dernière et Rosa Diaz emmènent Charles Boyle à Babylon, les toilettes secrètes de la brigade, afin de lui permettre de parler à Vivian en toute intimité. 

### Épisode 22:Présumé coupable
- États-Unis /  Canada : 25 mars 2014 sur FOX[35] / Citytv
- France :
  - 13 juin 2014 sur Canal+ Séries
  - 17 juillet 2015 sur France 4
- Suisse : 12 juillet 2015 sur RTS Un

- États-Unis : 2,59 millions de téléspectateurs[36] (première diffusion)

- Dirk Blocker (Det. Hitchcock)
- Joel McKinnon Miller (Det. Scully)
- Marilu Henner (Vivian)
- James M. Connor (Dep. Commissioner Podalski)
- Ian Roberts (Lucas Wint)
- Alton Clemente (Leo Ianucci)
- Exie Booker (Murray)
- Tiffany Martin (Jenny Gildenhorn)
- Ben Steinberg (Young Jake)
- Joe Mande (Isaac)
- Edward Finlay (Geroge)
- Judith Scarpone (Juge Mindel)
- Amy Okuda (Chiaki)
- Dennell Johnson (Allen)
- Chris Flanders (Emcee)

Une semaine plus tôt à la Brigade, Charles Boyle déprime, car Vivian a rompu avec lui et leur mariage est annulé. De son côté, Jake Peralta soupçonne un philanthrope, Lucas Wint, de blanchir de l'argent d'un trafic de drogues, mais le capitaine Raymond Holt lui demande de laisser tomber l'enquête. Malgré les ordres de son supérieur, il persiste à poursuivre ses investigations, en compagnie d'Amy Santiago, et est finalement en congé administratif dans l'attente de passer devant le conseil disciplinaire. Plus tard, il présente à son capitaine son informateur: Isaac, un dealer. Ce dernier confirme les dires de Jake, car il explique mettre de l'argent dans un sac marin et l'apporter à la fondation Wint pour être enregistré comme don charitable sur le livre de comptes. Rosa Diaz et Terry Jeffords font leur possible pour remonter le moral de leur collègue.

## Audiences aux États-Unis
| N° d'épisode | Titre original              | Titre français             | Chaîne | Date de diffusion originale | Audience (en millions de téléspectateurs) | Pdm sur les 18-49 ans |
| ------------ | --------------------------- | -------------------------- | ------ | --------------------------- | ----------------------------------------- | --------------------- |
| 1            | "Pilot"                     | "Le nouveau capitaine"     | FOX    | 17 septembre 2013           | 6.17                                      | 2.6                   |
| 2            | "The Tagger"                | "Le tagueur"               | FOX    | 24 septembre 2013           | 4.03                                      | 1.8                   |
| 3            | "M.E. Time"                 | "Ça rame, ça rame"         | FOX    | 1er octobre 2013            | 3.43                                      | 1.4                   |
| 4            | "The Slump"                 | "Premier en second"        | FOX    | 8 octobre 2013              | 3.34                                      | 1.5                   |
| 5            | "The Vulture"               | "Le vautour"               | FOX    | 15 octobre 2013             | 3.43                                      | 1.5                   |
| 6            | "Halloween"                 | "Halloween"                | FOX    | 22 octobre 2013             | 3.77                                      | 1.6                   |
| 7            | "48 Hours"                  | "48 heures "               | FOX    | 5 novembre 2013             | 3.84                                      | 1.6                   |
| 8            | "Old School"                | "Flics à l'ancienne"       | FOX    | 12 novembre 2013            | 3.26                                      | 1.4                   |
| 9            | "Sal's Pizza"               | "Sal's Pizza"              | FOX    | 19 novembre 2013            | 3.36                                      | 1.5                   |
| 10           | "Thanksgiving"              | "Thanksgiving"             | FOX    | 26 novembre 2013            | 3.69                                      | 1.5                   |
| 11           | "Christmas"                 | "Le garde du corps"        | FOX    | 3 décembre 2013             | 3.66                                      | 1.6                   |
| 12           | "Pontiac Bandit"            | "Le voleur de Pontiac"     | FOX    | 7 janvier 2014              | 3.44                                      | 1.5                   |
| 13           | "The Bet"                   | "Le pari"                  | FOX    | 14 janvier 2014             | 3.53                                      | 1.4                   |
| 14           | "The Ebony Falcon"          | "Le faucon d'ébène"        | FOX    | 21 janvier 2014             | 4.55                                      | 1.9                   |
| 15           | "Operation: Broken Feather" | "Opération : Plume brisée" | FOX    | 2 février 2014              | 15.07                                     | 6.9                   |
| 16           | "The Party"                 | "La fête d'anniversaire"   | FOX    | 4 février 2014              | 3.22                                      | 1.4                   |
| 17           | "Full Boyle"                | "En mode sur-Boyle"        | FOX    | 11 février 2014             | 2.88                                      | 1.2                   |
| 18           | "The Apartment"             | "L'appart'"                | FOX    | 25 février 2014             | 2.66                                      | 1.3                   |
| 19           | "Tactical Village"          | "Le centre d'entraînement" | FOX    | 4 mars 2014                 | 2.61                                      | 1.3                   |
| 20           | "Fancy Brugdom"             | "Le marié sophistiqué"     | FOX    | 11 mars 2014                | 2.49                                      | 1.2                   |
| 21           | "Unsolvable"                | "L'insoluble"              | FOX    | 18 mars 2014                | 2.50                                      | 1.1                   |
| 22           | "Charges and Specs"         | "Présumé coupable"         | FOX    | 25 mars 2014                | 2.59                                      | 1.3                   |